# Rose Namajunas
Rose Gertrude Namajunas (Milwaukee, 29 de junho de 1992) é uma lutadora norte-americana de artes marciais mistas, ex-campeã peso-palha do UFC. Ela participou e foi finalista do The Ultimate Fighter: A Champion Will Be Crowned.

## Começo da vida
Namajunas começou a praticar Taekwondo em Milwaukee, Wisconsin com apenas 5 anos. Ela ganhou a faixa preta com 9 anos. Após isso, ela foi começou no karate e jiu-jitsu com 16. No ensino médio, ela começou a treinar kickboxing e artes marciais mistas com Duke Roufus na Roufusport em Milwaukee, Wisconsin, e ela também teve seu último ano de wrestler.

## Carreira no MMA

### Começo da carreira
Namajunas começou a competir no MMA como amador em 2010. Ela acumulou um perfeito recorde amador de 4-0 com 2 Wins por nocaute e 2 por decisão. Ambas as finalizações vieram no primeiro round.

### Invicta Fighting Championships
Ela fez sua estreia profissional contra Emily Kagan no Invicta FC 4 em 5 de Janeiro de 2013. Após dois rounds equilibrados, Namajunas foi capaz de conseguir uma vitória por finalização com um mata-leão no terceiro round. A Win em sua estréia também lhe rendeu o prêmio de Finalização da Noite.
Em sua segunda luta aparição profissional, Namajunas enfrentou Kathina Catron no Invicta FC 5 em 5 de Abril de 2013. Ela venceu a luta por finalização com uma chave de braço voadora em apenas 12 segundos do primeiro round. Essa performance garantiu a Namajunas sua segunda Finalização da Noite.
Namajunas enfrentou a também promessa invicta Tecia Torres no Invicta FC 6 em 13 de Julho de 2013. Namajunas perdeu por decisão unânime.

### The Ultimate Fighter
Em 11 de Dezembro de 2013, foi anunciado que Namajunas havia assinado com o Ultimate Fighting Championship (UFC) junto com outras 10 pesos palhas para competir no The Ultimate Fighter: A Champion Will Be Crowned, que coroará a primeira Campeã Peso Palha Feminino do UFC.
Namajunas foi a quarta escolhida do treinador Gilbert Melendez. Ela derrotou Alex Chambers por finalização com um mata-leão no round preliminar do torneio.
Nas quartas-de-final, Namajunas enfrentou Joanne Calderwood. Ela venceu a luta com uma kimura no segundo round.
Na semifinal, Namajunas enfrentou Randa Markos. Ela novamente venceu a luta com uma kimura no primeiro round.

### Ultimate Fighting Championship
Namajunas enfrentou Carla Esparza no The Ultimate Fighter: A Champion Will Be Crowned Finale em 12 de Dezembro de 2014 pelo Cinturão Peso Palha Feminino Inaugural do UFC. Ela foi derrotada por um mata-leão no terceiro round.
Namajunas enfrentou Angela Hill em 3 de Outubro de 2015 no UFC 192. Ela venceu a luta por finalização técnica com um mata-leão em pé ainda no primeiro round.
Namajunas foi colocada para fazer o evento principal do UFC Fight Night: Namajunas vs. VanZant contra Paige VanZant em 10 de Dezembro de 2015, substituindo a lesionada Joanne Calderwood. Ela venceu a luta por finalização com um mata-leão no quinto round.
No UFC 201 fez um combate equilibrado com a polonesa Karolina Kowalkiewicz mas acabou perdendo por Decisão Dividida (29-28, 28-29 e 29-28).
No UFC 268 fez um combate disputado round a round com a chinesa Zhang Weili e acabou vencendo por Decisão Dividida

## Estilo de luta
Namajunas utiliza movimentos ofensivos enquanto pressiona os oponentes com jabs e chutes na cabeça. Durante sua luta no Invicta FC 6, ela soltou diversos chutes machado, frontais, e roundhouses ofensivos a cabeça do oponente. Após encurtar a distância, ela as vezes tenta agarrar e executar uma finalização.

## Vida pessoal
Namajunas é noiva e parceira de treino do ex-lutador do Glory e do UFC Pat Barry.

## Títulos

### Artes marciais mistas
- Invicta FC
  - Finalização da Noite (duas vezes)
- Women's MMA Awards
  - Finalização do Ano 2013 vs. Kathina Catron (Invicta FC 5)

- MMAInterest.com
  - Finalização do Ano 2013 vs. Kathina Catron (Invicta FC 5)[24]

- BloodyElbow.com
  - Finalização do Ano 2013 vs. Kathina Catron (Invicta FC 5) [25]

- MMA Nuts.com
  - Finalização do Ano 2013 vs. Kathina Catron (Invicta FC 5)[26]
- The MMA Corner.com
  - Finalização do Ano 2013 vs. Kathina Catron (Invicta FC 5)[27]
- Bleacher Report
  - Luta do Ano WMMA 2013 vs. Tecia Torres em 13 de Julho[28]
  - Finalização do Ano WMMA 2013 vs. Kathina Catron em 5 de Abril[29]
- MMAWeekly.com
  - Finalização do Ano 2013 vs. Kathina Catron (Invicta FC 5)[30]
- AwakeningFighters.com WMMA Awards
  - Finalização do Ano 2013 vs. Kathina Catron (Invicta FC 5)[31]

## Cartel no MMA
| Cartel no MMA   |             |            |
| 21 lutas        | 14 vitórias | 7 derrotas |
| Por nocaute     | 2           | 1          |
| Por finalização | 5           | 1          |
| Por decisão     | 7           | 5          |

| Res.    | Cartel | Oponente              | Método                                | Evento                                 | Data       | Round | Tempo | Local                    | Notas |
| ------- | ------ | --------------------- | ------------------------------------- | -------------------------------------- | ---------- | ----- | ----- | ------------------------ | --- |
| Vitória | 14–7   | Miranda Maverick      | Decisão (unânime)                     | UFC on ESPN: Usman vs. Buckley         | 14/06/2025 | 3     | 5:00  | Atlanta, Geórgia         | |
| Derrota | 13–7   | Erin Blanchfield      | Decisão (unânime)                     | UFC Fight Night: Moreno vs. Albazi     | 02/11/2024 | 5     | 5:00  | Edmonton, Alberta        | |
| Vitória | 13–6   | Tracy Cortez          | Decisão (unânime)                     | UFC on ESPN: Namajunas vs. Cortez      | 13/07/2024 | 5     | 5:00  | Denver, Colorado         | |
| Vitória | 12–6   | Amanda Ribas          | Decisão (unânime)                     | UFC on ESPN: Ribas vs. Namajunas       | 23/03/2024 | 5     | 5:00  | Las Vegas, Nevada        | |
| Derrota | 11–6   | Manon Fiorot          | Decisão (unânime)                     | UFC Fight Night: Gane vs. Spivak       | 02/09/2023 | 3     | 5:00  | Paris                    | |
| Derrota | 11–5   | Carla Esparza         | Decisão (dividida)                    | UFC 274: Oliveira vs. Gaethje          | 07/05/2022 | 5     | 5:00  | Phoenix, Arizona         | Perdeu o Cinturão Peso Palha Feminino do UFC.                                                                                   |
| Vitória | 11–4   | Zhang Weili           | Decisão (dividida)                    | UFC 268: Usman vs. Covington 2         | 06/11/2021 | 5     | 5:00  | Nova Iorque, Nova Iorque | Defendeu o Cinturão Peso Palha Feminino do UFC.                                                                                 |
| Vitória | 10–4   | Zhang Weili           | Nocaute (chute na cabeça e socos)     | UFC 261: Usman vs. Masvidal 2          | 24/04/2021 | 1     | 1:18  | Jacksonville, Florida    | Ganhou o Cinturão Peso Palha Feminino do UFC; Performance da Noite.                                                             |
| Vitória | 9–4    | Jéssica Andrade       | Decisão (dividida)                    | UFC 251: Usman vs. Masvidal            | 11/07/2020 | 3     | 5:00  | Abu Dhabi                | Luta da Noite. |
| Derrota | 8–4    | Jéssica Andrade       | Nocaute (slam)                        | UFC 237: Namajunas vs. Andrade         | 11/05/2019 | 2     | 2:58  | Rio de Janeiro           | Perdeu o Cinturão Peso Palha Feminino do UFC; Luta da Noite.                                                                    |
| Vitória | 8–3    | Joanna Jędrzejczyk    | Decisão (unânime)                     | UFC 223: Khabib vs. Iaquinta           | 07/04/2018 | 5     | 5:00  | Brooklyn, Nova Iorque    | Defendeu o Cinturão Peso Palha Feminino do UFC.                                                                                 |
| Vitória | 7–3    | Joanna Jędrzejczyk    | Nocaute Técnico (socos)               | UFC 217: Bisping vs. St.Pierre         | 04/11/2017 | 1     | 3:03  | Nova Iorque, Nova Iorque | Ganhou o Cinturão Peso Palha Feminino do UFC; Performance da Noite; Tornou-se a mais jovem campeã da história do UFC (25 anos). |
| Win     | 6–3    | Michelle Waterson     | Finalização (mata-leão)               | UFC on Fox: Johnson vs. Reis           | 15/04/2017 | 2     | 2:47  | Kansas City, Missouri    | |
| Derrota | 5–3    | Karolina Kowalkiewicz | Decisão (dividida)                    | UFC 201: Lawler vs. Woodley            | 30/07/2016 | 3     | 5:00  | Atlanta, Georgia         | |
| Vitória | 5–2    | Tecia Torres          | Decisão (unânime)                     | UFC on Fox: Teixeira vs. Evans         | 16/04/2016 | 3     | 5:00  | Tampa, Florida           | |
| Vitória | 4–2    | Paige VanZant         | Finalização (mata-leão)               | UFC Fight Night: Namajunas vs. VanZant | 10/12/2015 | 5     | 2:25  | Las Vegas, Nevada        | Performance da Noite. |
| Vitória | 3–2    | Angela Hill           | Finalização Técnica (mata-leão em pé) | UFC 192: Cormier vs. Gustafsson        | 03/10/2015 | 1     | 2:47  | Houston, Texas           | |
| Derrota | 2–2    | Carla Esparza         | Finalização (mata-leão)               | TUF 20 Finale                          | 12/12/2014 | 3     | 1:26  | Las Vegas, Nevada        | Estreia no UFC; Pelo Cinturão Peso Palha Feminino Inaugural do UFC.                                                             |
| Derrota | 2–1    | Tecia Torres          | Decisão (unânime)                     | Invicta FC 6: Coenen vs. Cyborg        | 13/07/2013 | 3     | 5:00  | Kansas City, Missouri    | |
| Vitória | 2–0    | Kathina Catron        | Finalização (chave de braço voadora)  | Invicta FC 5: Penne vs. Waterson       | 05/04/2013 | 1     | 0:12  | Kansas City, Missouri    | Finalização da Noite; Finalização do Ano da WMMA.                                                                               |
| Vitória | 1–0    | Emily Kagan           | Finalização (mata-leão)               | Invicta FC 4: Esparza vs. Hyatt        | 05/01/2013 | 3     | 3:44  | Kansas City, Kansas      | Estreia no MMA; estreia no Invicta FC; Finalização da Noite.                                                                    |

## Cartel no MMA Amador
| Cartel no MMA |           |           |
| 0 luta        | 0 vitória | 0 derrota |

| Res.    | Cartel | Oponente         | Método                                    | Evento                        | Data       | Round | Tempo | Local                      | Notas                   |
| ------- | ------ | ---------------- | ----------------------------------------- | ----------------------------- | ---------- | ----- | ----- | -------------------------- | ----------------------- |
| Vitória | 4-0    | Jen Aniano       | Nocaute Técnico (chute na cabeça e socos) | KOTC: Trump Card              | 30/06/2012 | 1     | 0:33  | Lac du Flambeau, Wisconsin |                         |
| Vitória | 3-0    | Moriel Charneski | Decisão (unânime)                         | KOTC: March Mania             | 17/03/2012 | 3     | 3:00  | Walker, Minnesota          |                         |
| Vitória | 2-0    | Heather Bassett  | Decisão (unânime)                         | KOTC: Winter Warriors         | 10/12/2011 | 3     | 3:00  | Las Vegas, Nevada          |                         |
| Vitória | 1-0    | Melissa Pacheco  | Nocaute Técnico (socos)                   | North American FC: Relentless | 07/08/2010 | 1     | 2:51  | Milwaukee, Wisconsin       | Estreia Amadora no MMA. |